# Cyperus expansus
Cyperus expansus är en halvgräsart som beskrevs av Jean Louis Marie Poiret. Cyperus expansus ingår i släktet papyrusar, och familjen halvgräs. Inga underarter finns listade i Catalogue of Life.